# Drapeau des îles Féroé
Le drapeau des îles Féroé (Merkið en féroïen) est blanc avec une croix scandinave rouge bordée de bleu. 

## Histoire

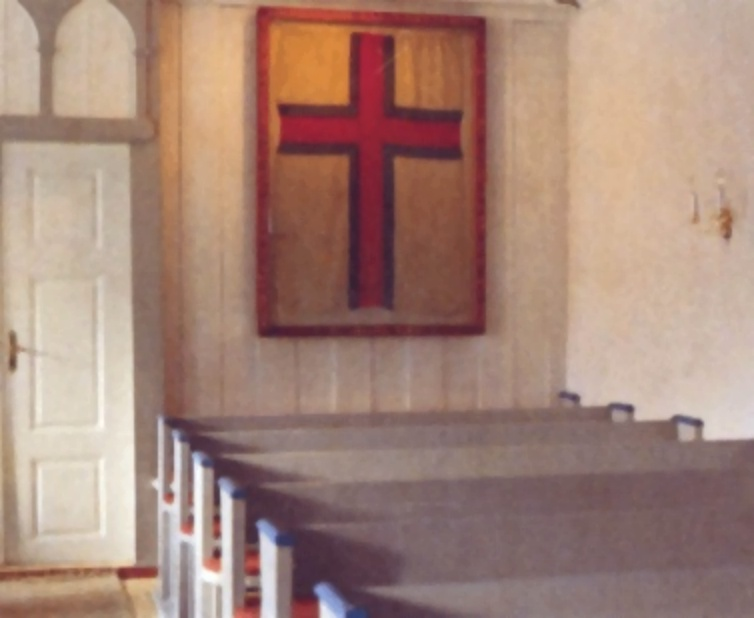
Le premier Merkið exposée dans l'église de Fámjin.

Ce drapeau a été créé en 1919 par Jens Oliver Lisberg de Fámjin, Janus Øssursson de Tórshavn et Paul Dahl de Vágur, tous trois étudiants féroïens à Copenhague. Le drapeau est hissé pour la première fois le 22 juin 1919 à Fámjin. Il devient progressivement le drapeau habituel des îles, mais sans statut officiel. 
Lorsque l'armée allemande occupe le Danemark en avril 1940, les troupes britanniques occupent l'archipel et doivent pouvoir distinguer les navires féroïens des navires danois. Le 25 avril 1940, les autorités britanniques acceptent que le Merkið devienne le pavillon naval des Féroé. Une loi du 23 mars 1948 le reconnaît comme le drapeau national des îles Féroé.
Le 25 avril est le jour officiel du drapeau aux îles Féroé.

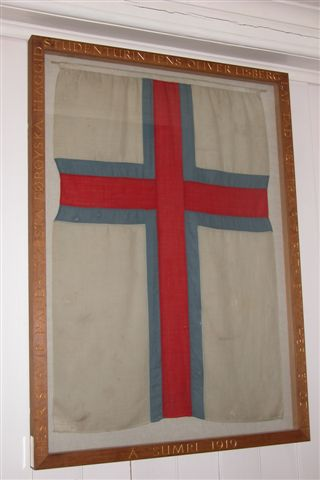
Le premier Merkið.